# Habronattus calcaratus agricola
Habronattus calcaratus agricola is een spinnenondersoort in de taxonomische indeling van de springspinnen (Salticidae).
Het dier behoort tot het geslacht Habronattus. De wetenschappelijke naam van de soort werd voor het eerst geldig gepubliceerd in 1987 door Griswold.